# James Wedderburn
James Wedderburn   (Bayfield, 23 de juny de 1938) és un atleta barbadià, ja retirat, especialista en curses de velocitat, que va competir durant les dècades de 1950 i 1960.
El 1960 va prendre part en els Jocs Olímpics d'Estiu de Roma, on va disputar dues proves del programa d'atletisme. Formant equip amb Malcolm Spence, Keith Gardner i George Kerr guanyà la medalla de bronze en els 4x400 metres, mentre en els 400 metres quedà eliminat en sèries.

## Millors marques
- 400 metres llisos. 46.5" (1961)[1]